# Toromoja
Toromoja is een dorp in het district Central in Botswana. De plaats telt 710 inwoners (2011).